# قانون إغاثة اللاجئين
قانون إغاثة اللاجئين لعام 1953 كان قانونًا تشريعيًا أقره الكونجرس الأمريكي الثالث والثمانين. كان هذا ثاني قانون في الولايات المتحدة لقبول اللاجئين وإعادة توطينهم، بعد قانون الأشخاص النازحين لعام 1948، والذي انتهى سريانه في نهاية عام 1952. وأدى إلى قبول 214.000 مهاجر إلى الولايات المتحدة، بما في ذلك 60.000 إيطالي و17.000 يوناني و17.000 هولندي و45.000 مهاجر من الدول الشيوعية. انتهى القانون في عام 1956.
في البداية سُمي مشروع القانون بقانون الهجرة في حالات الطوارئ وكان الغرض منه استجابة لطلب الرئيس دوايت دي أيزنهاور لتشريع الطوارئ لقبول المزيد من المهاجرين من جنوب أوروبا، الذين تم استبعادهم وفقًا لحصص قانون الهجرة والجنسية لعام 1952 (قانون الهجرة والجنسية لعام 1952 «قانون ماكاران والتر»).
تمت إعادة تسمية مشروع القانون من قبل السناتور مكاران، وتمت إضافة عدد من الأحكام التي أدت إلى تعقيد تحديد أهلية المتقدمين. طُلب من المتقدمين الخضوع لفحص أمني شامل، بما في ذلك تاريخ يمكن التحقق منه لأنشطتهم لمدة عامين قبل تقديم الطلب.
أقر مشروع القانون مجلس النواب بأغلبية 221-185، بدعم من غالبية الديمقراطيين وحتى الانقسام بين الجمهوريين. أقر مجلس الشيوخ الأمريكي مشروع القانون على أساس تصويت صوتي، وعارضه السناتور ماكاران. تم التوقيع على القانون ليصبح قانونًا من قبل الرئيس أيزنهاور في 7 أغسطس 1953.
عرّف القانون اللاجئين بأنهم أشخاص يفتقرون إلى «ضروريات الحياة». من أجل أن تكون مؤهلاً للقبول طُلب من اللاجئين إثبات ضمان منزل ووظيفة من قبل مقيم في الولايات المتحدة. تم السماح للأمريكيين الإيطاليين واليونانيين الأمريكيين باستباق حصص اللاجئين لقبول أقاربهم.
في عام 1955 تم فصل إدوارد كورسي الذي تم تعيينه لإدارة القانون، نتيجة نزاع مع مدير أمن وزارة الخارجية سكوت ماكليود. واتهم النائب فرانسيس والتر كورسي بالارتباط بجماعة تابعة للشيوعية. وقالت كورسي إن إدارة هذا الفعل أعاقتها «علم النفس الأمني» المهووس، وأن اللاجئين «يخضعون للتحقيق حتى الموت».